# 탄천종합운동장
| 탄천종합운동장 |

탄천종합운동장(炭川綜合運動場, Tancheon Sports Complex)은 대한민국 경기도 성남시에 있는 스포츠 시설이다.  천연잔디 필드와 우레탄 트랙이 갖춰진 경기장이며 2001년 11월에 준공되었다. 건립 단계에서 개장 이후까지는 '성남제2종합운동장'으로 명명되었으나, 2006년 1월에 '탄천종합운동장'으로 명칭변경하였다. 천연잔디 필드와 우레탄 트랙이 갖춰져 있는 다목적 경기장인 주경기장과 그 외 야구 경기장, 다목적 체육관, 수영장, 빙상장, 헬스장, 테니스장 등의 스포츠 시설로 구성되어 있다.
인근에는 지하철 분당선 야탑역과 성남시립중앙도서관이 있다. 주변 도시의 경기장에 비해 규모가 작은 편이지만, 2007년에는 피스컵 경기가 열리기도 했고 이 경기장을 홈구장으로 사용하고 있는 성남 FC는 성남일화천마 시절인 2005년부터 K리그와 AFC 챔피언스리그 홈 경기를 이곳에서 개최하고 있다.
운영 및 관리는 성남도시개발공사에서 맡고 있다.

## 시설

### 주경기장
1997년에 착공되어 2002년 4월 1일에 개장한 주경기장은 축구와 육상 경기를 할 수 있는 다목적 경기장으로 축구 천연 잔디 구장, 육상 트랙, 디지털 전광판, 16,146석의 관람석 등 최신의 종합 경기 시설을 갖추고 있으며 각종 경기대회나 기업(단체)의 체육대회를 치를 수 있고, 평일에는 시민의 건강 향상을 위해 달리기(조깅)을 생활화 할 수 있도록 육상 트랙을 개방하고 있다.
개장 이후 첫 축구 경기는 2002년 5월 26일 개최된 성남일화와 폴란드 축구 국가대표팀간의 연습경기였다.
2005년 이래 성남 FC의 홈구장으로 사용되다가, 2008년 관중석 지붕공사를 시작하여 성남일화는 2009년 K리그 홈 경기를 모두 성남종합운동장에서 개최했다. 지붕공사가 끝난 이후 처음 다시 열린 프로축구경기는 성남일화와 가와사키 프론탈레의 2010 AFC 챔피언스리그 경기였다.
성남 FC가 탄천종합운동장 주경기장에서 열린 국제 경기에서 강한 모습을 보여준 점에 착안하여, 성남 FC는 탄천요새라는 애칭으로 부르고 있다.

### 야구장
야구장은 955석의 관람석 및 550면의 주차공간을 갖추고 있으며 월~토 주간에는 성남시 학교엘리트선수 훈련장으로 운영하며 사회인야구팀대관은 공개추첨을 통해 투명하게 운영되고 있다.

### 스포츠 시설
종합 스포츠 시설은 수영장, 스쿼시 코트, 에어로빅 센터, 아이스링크, 헬스장, 체육관, 테니스 코트, 볼링장과 스크린골프장으로 구성되어 있다.

## 기록

### 2007년 피스컵
| 날짜            | 팀 1           | 스코어 | 팀 2          | 라운드 |
| --------------- | -------------- | ------ | ------------- | ------ |
| 2007년 7월 14일 | 성남 일화 천마 | 0 - 0  | 라싱 산탄데르 | A조    |

## 사진

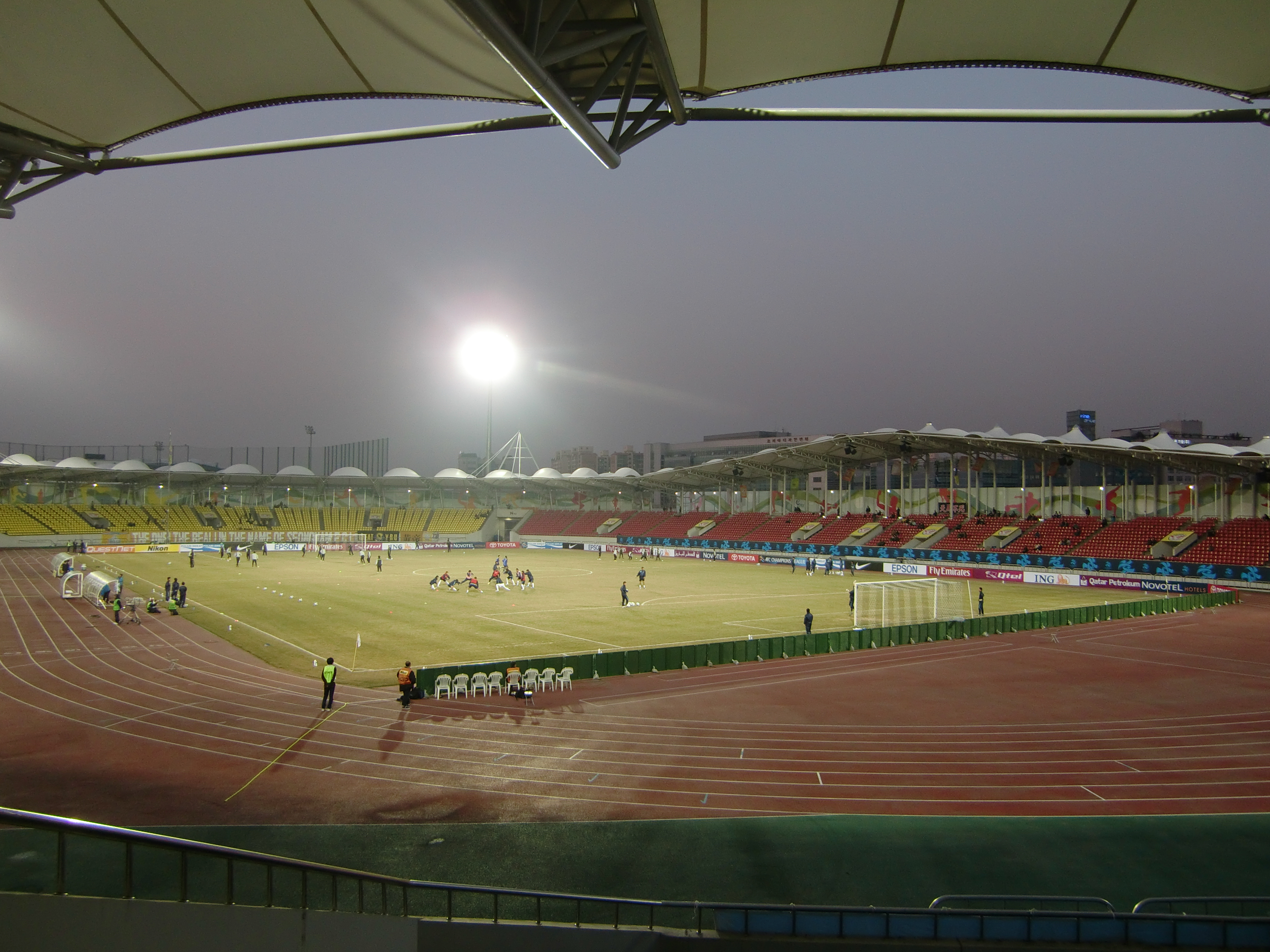
주 경기장 내부
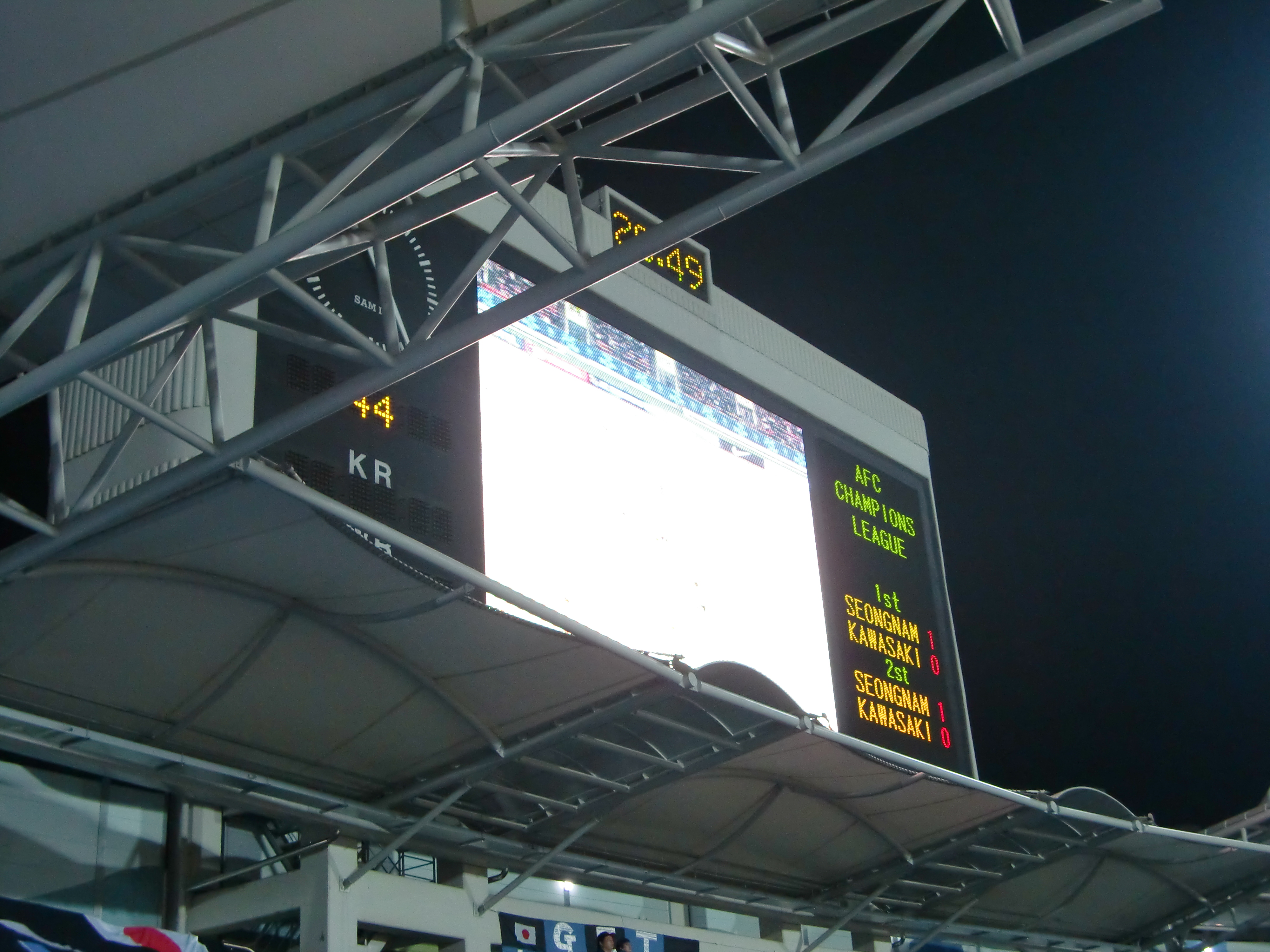
주 경기장 내부
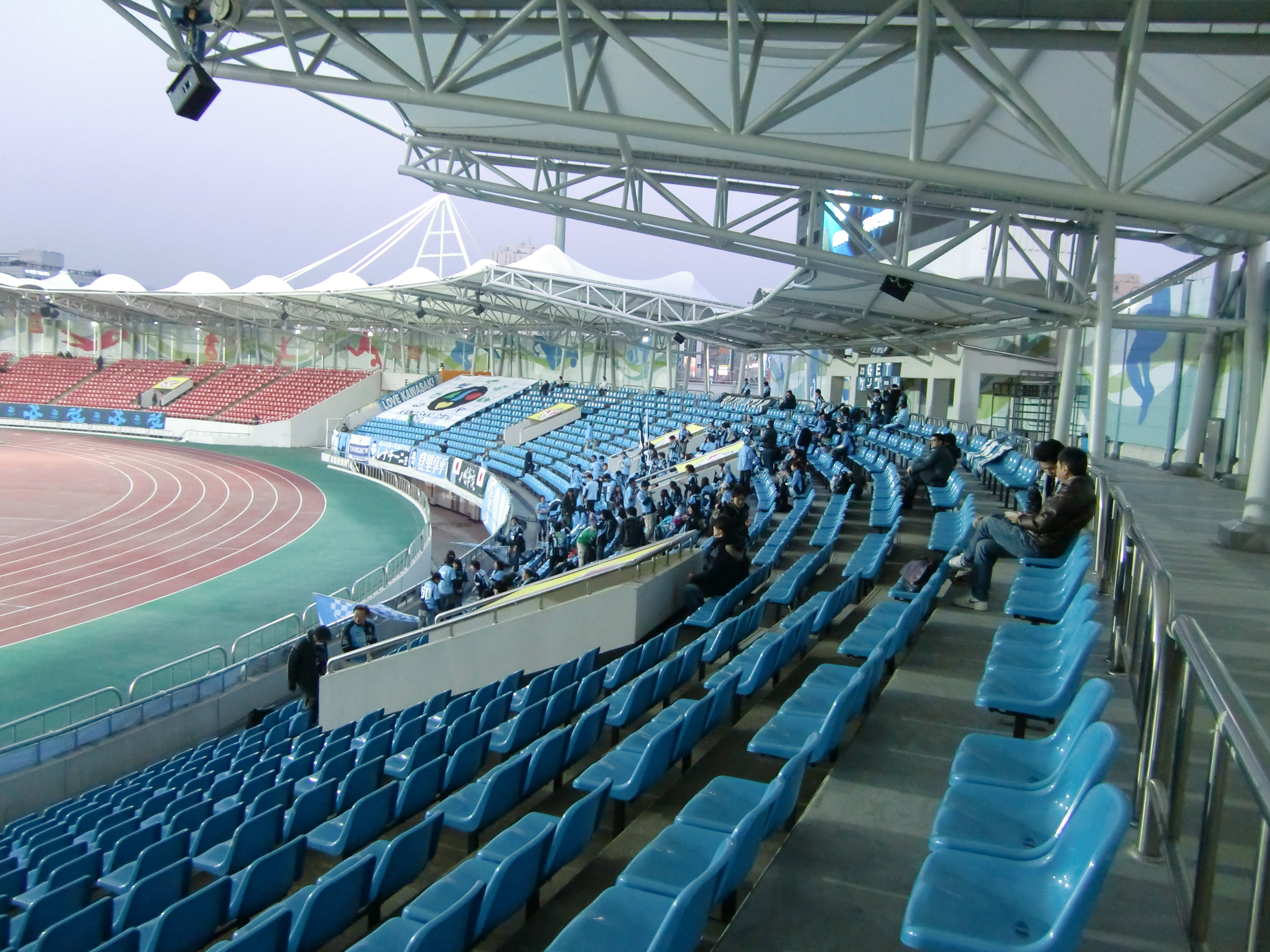
AFC 챔피언스리그 성남-가와사키.
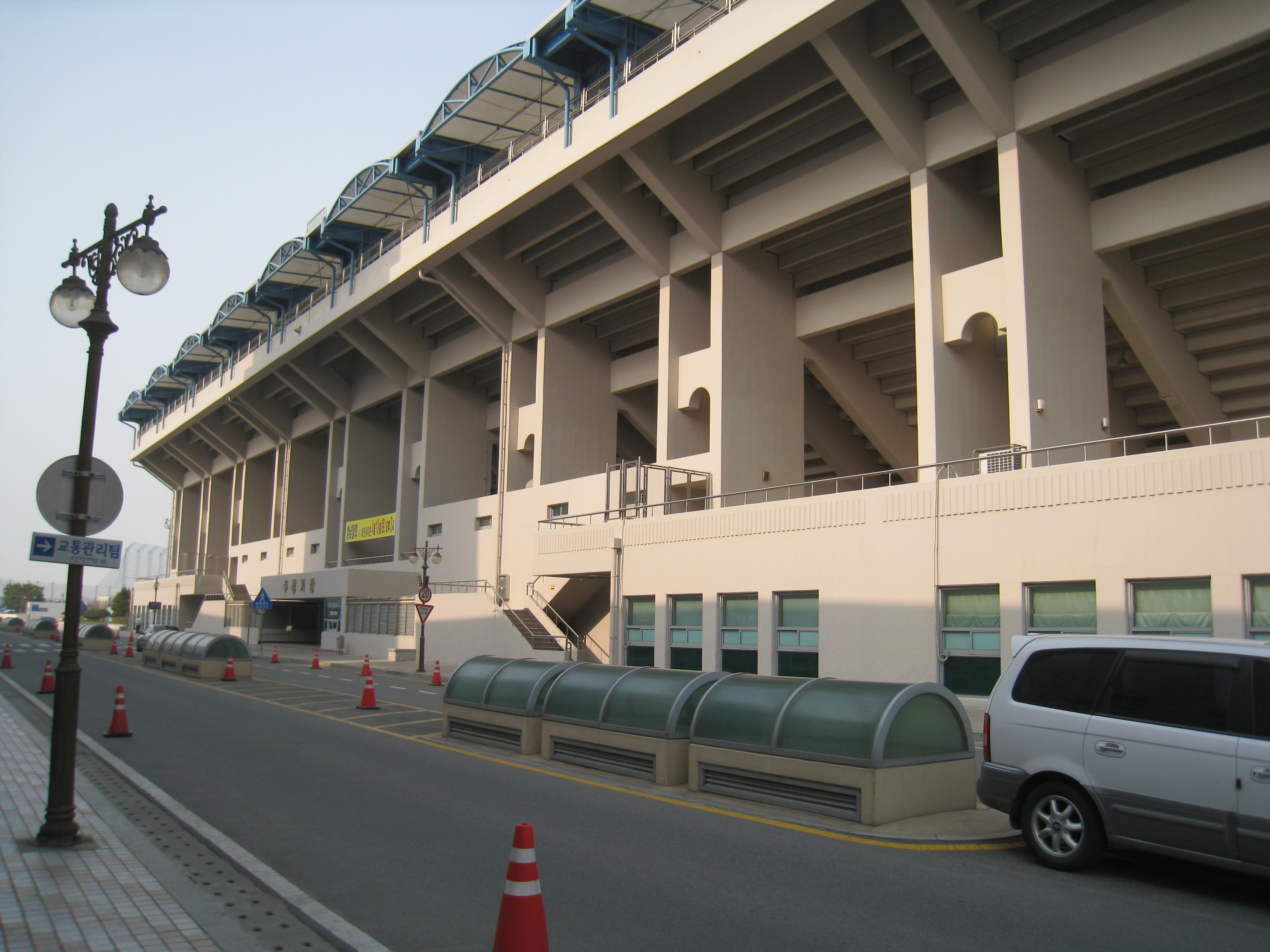
주 경기장 외관
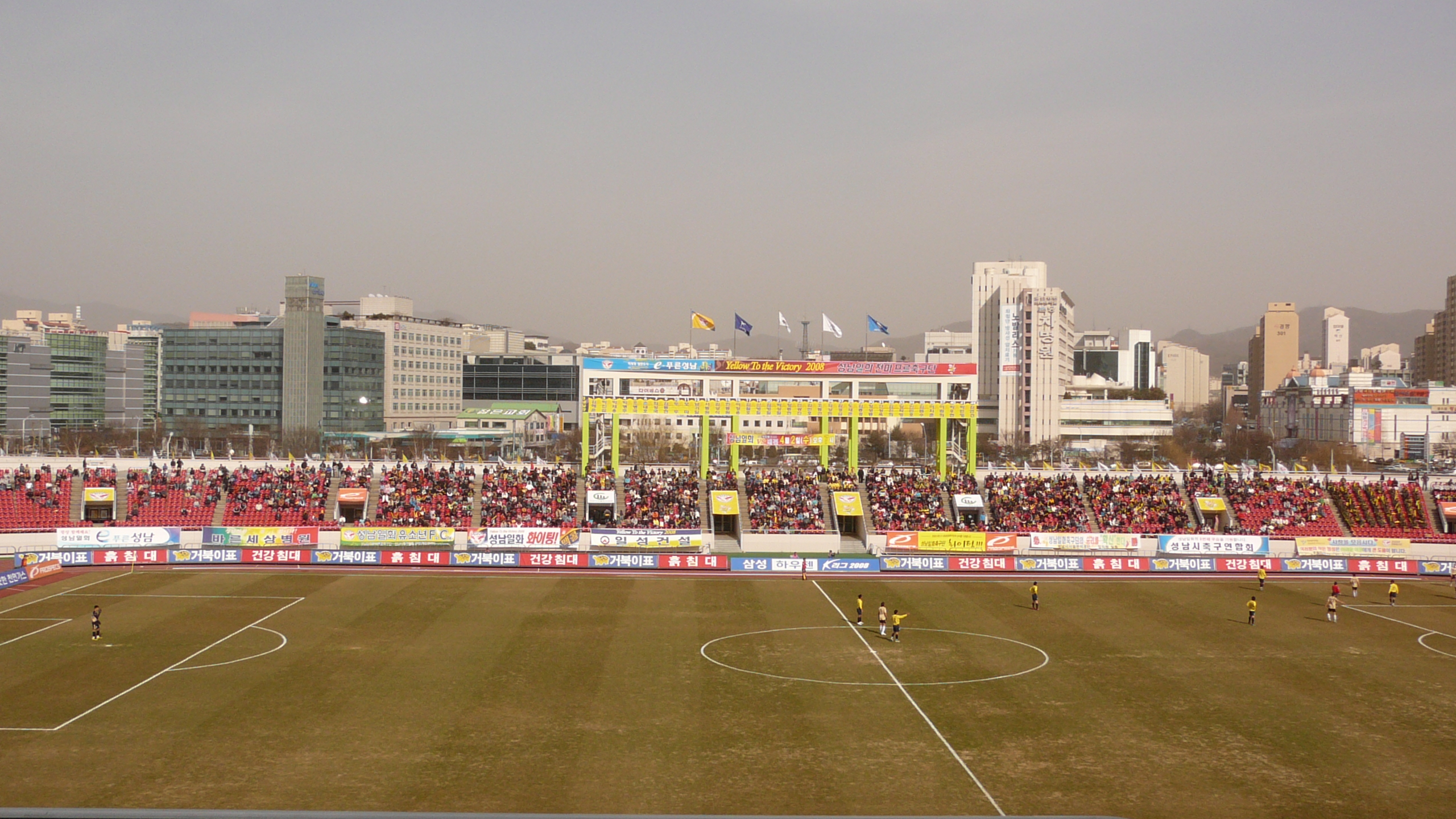
탄천종합운동장 동쪽 스탠드
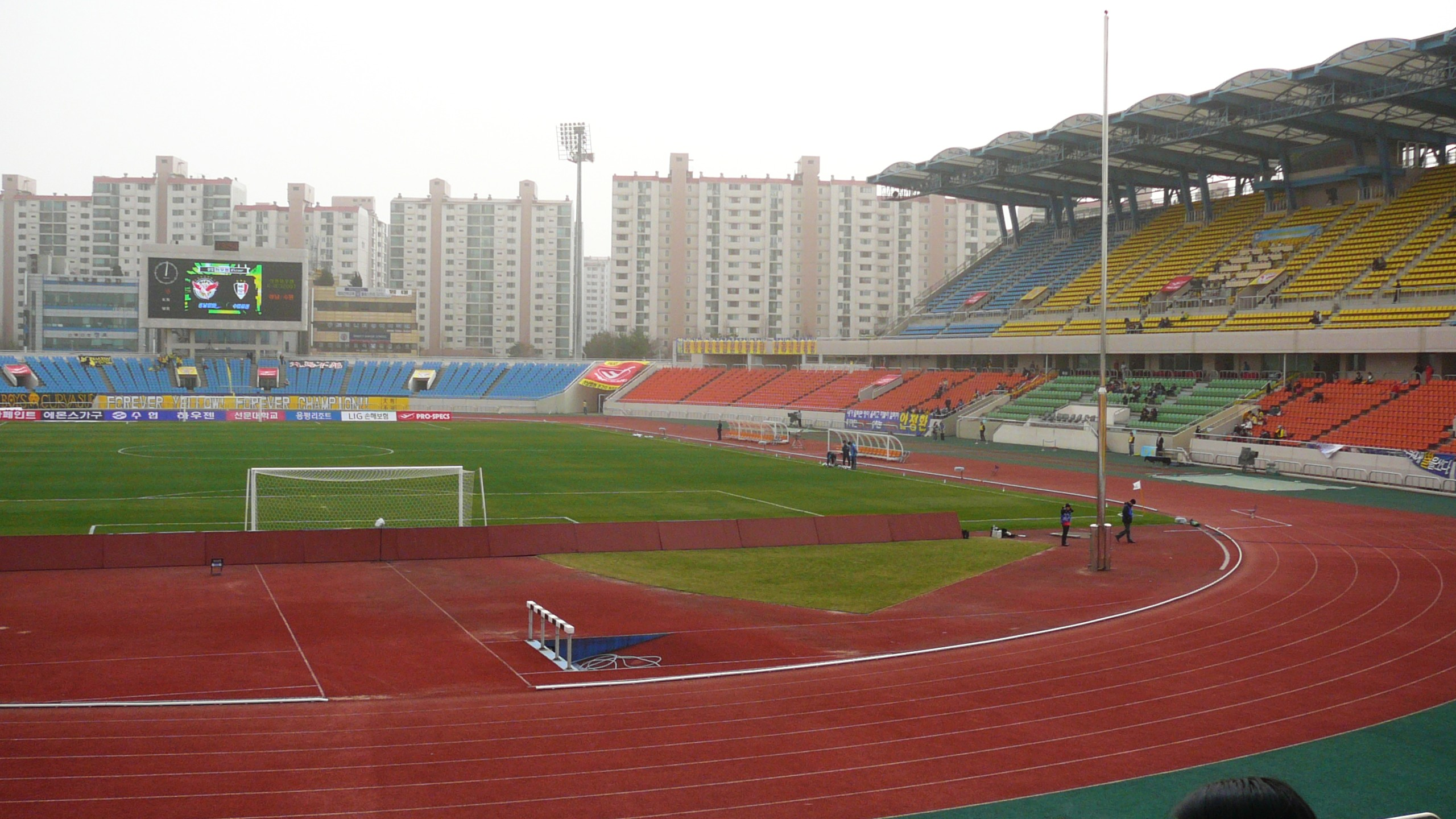
북쪽 관람석에서 본 모습
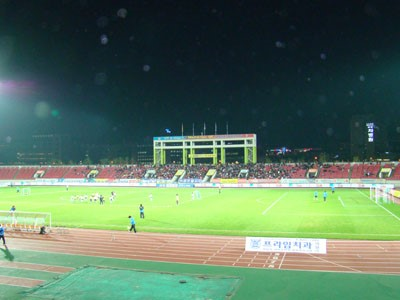
주 경기장 캐노피 공사 전, 동쪽 스탠드.
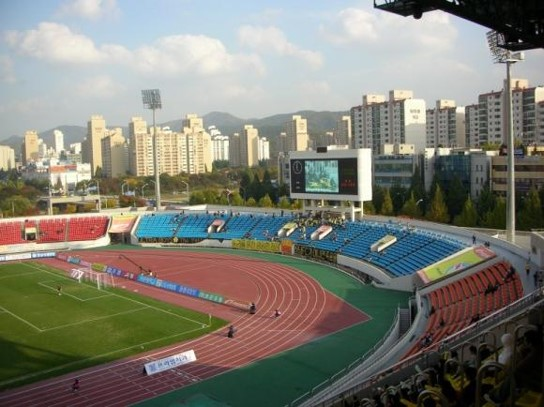
주 경기장 캐노피 공사 전, 남쪽 스탠드.

## 참고 문헌
- 〈탄천종합운동장〉. 《한국향토문화전자대전》. 한국학중앙연구원.[깨진 링크(과거 내용 찾기)]
- 〈탄천종합운동장〉. 《두피디아》. 두산.
- 《전국 공공체육 시설 현황 (2017년말 기준)》. 대한민국 문화체육관광부. 2019.
- 《2019년 전국 공공체육시설 현황 (2018년말 기준)》. 대한민국 문화체육관광부. 2020.
- 《2020년 전국 공공체육시설 현황 (2019년말 기준)》. 대한민국 문화체육관광부. 2021.
- 《2023 전국 공공체육시설 현황 (2022년 12월말 기준)》. 대한민국 문화체육관광부. 2024.

## 같이 보기
- 성남종합운동장
- 성남 FC